# Бущране (община Прешево)
Вижте пояснителната страница за други значения на Бущране.
Бущране (на сръбски: Буштрање или Buštranje; на албански: Bushtrani) е село в Югоизточна Сърбия, Пчински окръг, община Прешево.

## История
В края на XIX век Бущране е село в Прешевска кааза на Османската империя. Според статистиката на Васил Кънчов („Македония. Етнография и статистика“) от 1900 година Бушрешъ (Буширени) е населявано от 120 жители българи християни. Според патриаршеския митрополит Фирмилиан в 1902 година в Бущърня има 27 сръбски патриаршистки къщи.
Според преброяването на населението от 2002 г. селото има 872 жители. Етническият състав на населението през 2002 г. е:
- албанци – 682 жители (78,21)
- сърби – 186 жители (21,33%)
- неизвестно – 2 жители (0,22%)
- неизяснени – 1 жител (0,11%)
- други – 1 жител (0,11%)

Албанците в община Прешево бойкотират проведеното през 2011 г. преброяване на населението.